# Vaccinium cereum
Vaccinium cereum är en ljungväxtart som beskrevs av Forst. f. Vaccinium cereum ingår i Blåbärssläktet, och familjen ljungväxter.

## Underarter
Arten delas in i följande underarter:
- V. c. skottsbergii
- V. c. adenandrum
- V. c. pubiflorum
- V. c. raiateense